# Neocurupira hudsoni
Neocurupira hudsoni är en tvåvingeart som beskrevs av Lamb 1913. Neocurupira hudsoni ingår i släktet Neocurupira och familjen Blephariceridae. Inga underarter finns listade i Catalogue of Life.